# Dyfi
A Dyfi (walesi nyelven Afon Dyfi) (másik angol eredetű megnevezésén Dovey) egy folyó Wales középső részén. 

## Forrása
Nagyjábók 580 méterrel a tengerszint felett a kis Creiglyn Dyfi tóból ered, az Aran Fawddwy alatt. Kezdetben délre folyik Dinas Mawddwy és Cemmaes Road irányába, majd Machynlleth és az Aberdyfi melletti Cardigan Bay között délnyugati irányba folyik. ASevernnel és a Deevel van közös vízválasztója. A vízválasztókon túl általában délnyugati irányba folyik, míg el nem éri széles tölcsértorkolatát. A mellette  fekvő egyetlen nagyváros Machynlleth. 
Mivel magasan a Cambriai hegységben ered, és viszonylag rövidnek mondható, hajlamos megáradni, s ilyenkor a vízgyűjtő területén fekvő utak elérhetetlenné válnak, egész addig, míg az időjárás esős. Viszonylag az eredeti állapotában megőrzött folyó mind a mai napig, csupán néhány szennyező forrás van a környékén, és híres lazacáról valamint sebes pisztrángjáról.
Vízgyűjtő területe híres volt az egykor itt működött ólombányákról és palabányákról. A legtöbb Corris és Dinas Mawddwy körül volt.

## Mellékfolyói
A Dyfibe a következő folyók folynak bele:
- Twymyn Cemmaes Road (Glantwymyn) fölött
- Dél-Dulas Machynlleth fölött
- Észak-Dulas Ffridd Gate-nél
- Llyfnant Glandyfinél.

## Forgatási helyszín
A Dyfi torkolatát a Led Zeppelin 1976-ban használt filmjénél, a The Song Remains the Same-nél. Abban a részben lehet látni, ahol Robert Plant kijön egy csónakkal a partra, rögtön azután, hogy lovon elmegy Raglan Castle-höz. Valószínűleg  Plant áll a helyszín kiválasztása mögött, mivel jól ismeri ezt a tájat. A Bron-Yr-Aur villa itt van Machynlleth mellett.

## Külső hivatkozások
- Részletesebb leírás